# 332 هـ
332 هـ هي سنة في التقويم الهجري امتدت مقابلةً في التقويم الميلادي بين سنتي 943 و944.

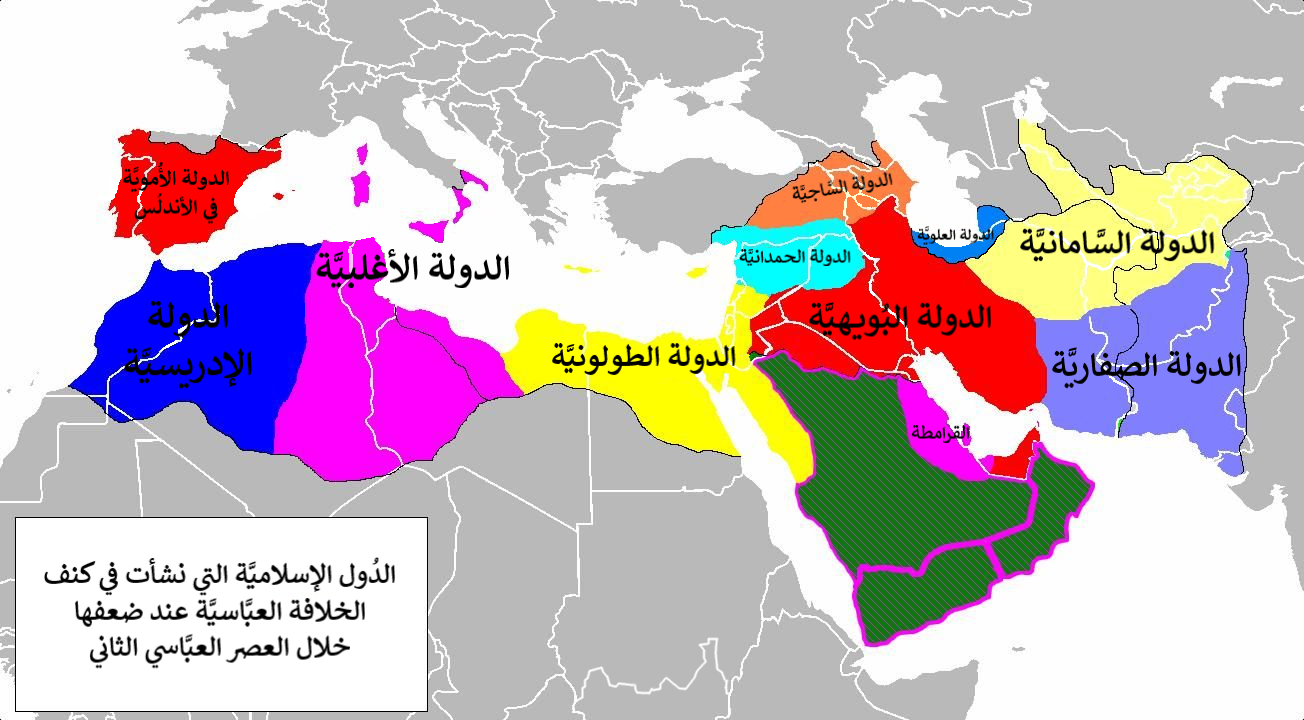
دولة القرامطة في شرق الجزيرة العربية، المعلمة باللون البنفسجي، بقيادة أبو طاهر الجنابي

## مواليد
- ابن جلجل
- عبد الغني بن سعيد

## وفيات
- أبو أحمد الجلودي
- أبو العباس بن ولاد
- أبو طاهر الجنابي